# Első Tisza István-kormány
Az első Tisza István-kormány 1903. november 3-án alakult és 1905. június 18-ig irányította az országot. A Tisza István vezette kabinet gyakran erőszakos tevékenysége addig példátlan módon polarizálta a korabeli közvéleményt és gyakorlatilag egyenesen vezetett ahhoz, hogy mandátumának lejárta után közel másfél éven át húzódó súlyos belpolitikai válság alakult ki az országban, valamint ahhoz is, hogy az 1875-től 1905-ig folyamatosan kormányzó Szabadelvű Párt szétessen és jogutód nélkül megszűnjön.

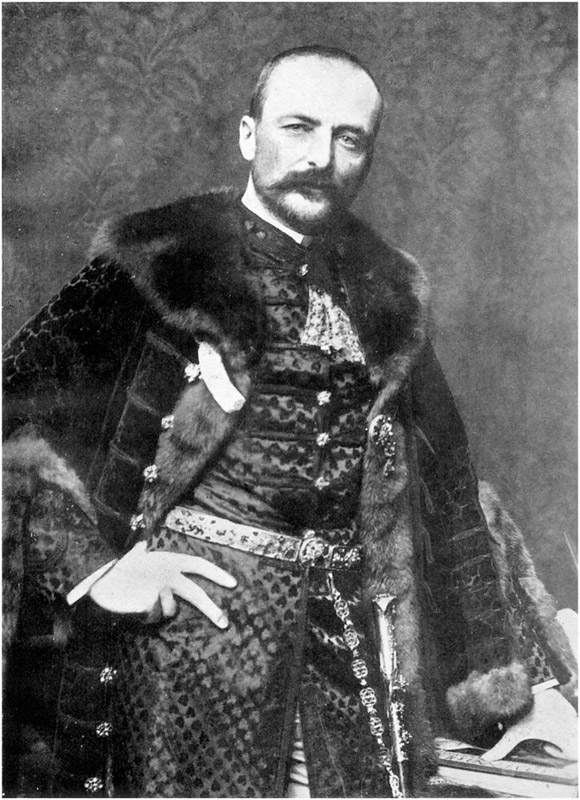
Tisza István

## Története
E kormányhoz fűződik II. Rákóczi Ferenc hamvainak hazahozatala. Hosszú ellenzéki obstrukciót követően – Tiszának a házszabály-módosításra irányuló szándéka elengedése fejében – fogadta el a parlament az újonclétszám növelését. Tisza belügyminiszterként erőszakkal elfojtatta az 1904. áprilisi országos vasúti sztrájkot, melynek szervezőit letartóztatták, a résztvevőket pedig a hadseregbe sorozták. Még ugyanennek a hónapnak a végén Bihar vármegyében egy, a parasztok számára a szocialisták által szervezett gyűlést brutálisan szétvert a csendőrség, az intézkedés harminchárom halálos áldozatot és több száz sebesültet követelt.
1904. november 18-án a kormány erőszakkal keresztülvitte a parlamentben a házszabály-módosítást az ellenzéki obstrukció letörésére. Tisza beszéde után Perczel Dezső házelnök – a házszabály megsértésével – azonnali szavazást rendelt el a módosító javaslatról, melyet Daniel Gábor, a Szabadelvű Párt elnökhelyettese nyújtott be, s bár a jelenet leírásai nem egységesek abban, hogy a házelnök meglengetett-e egy zsebkendőt vagy sem, hogy ezzel jelezzen a kormánypártiaknak a szavazásra, a jelenet „zsebkendőszavazásként” íródott be a magyar parlament történetébe. Ezzel a „trükkel” sikerült a képviselők többségét felállásra késztetni (ekkoriban ez jelentette az „igen”, az ülve maradás a „nem” szavazatot) amit látva a házelnök elfogadottnak jelentette ki az ellenzéki képviselők jogköreit jelentősen megnyirbáló javaslatot, majd tumultuózus jelenetek közepette berekesztette az ülést, december 13-ára tűzve ki a következő ülésnapot. December 13-án aztán szinte azonnal heves vitatkozás majd dulakodás tört ki, ami során az ellenzéki képviselők szétverték a tisztelt ház bútorzatát, annak darabjaival pedig még a kiérkező karhatalmistákra is rátámadtak.
Az eset végérvényesen elmélyítette a miniszterelnök és politikai ellenfelei közti szakadékot, és saját pártjának számos tagját – köztük Széll Kálmánt és ifj. Andrássy Gyulát – is a párt elhagyására késztette, valamint az addig erősen tagolt és egymással is vitázó parlamenti ellenzéket teljes egészében egyetlen, egységes választási szövetségbe tömörítette szövetkezett ellenzék néven.
A parlamentben ellehetetlenült állapotok és a közvélemény példátlan polarizálódása miatt 1905. január 3-án a király feloszlatta az országgyűlést, és új választásokat írt ki. Ezen az addig harminc éven át abszolút parlamenti többséggel kormányzó, a magyar politikát uraló Szabadelvű Párt történelmi vereséget szenvedett a szövetkezett ellenzékkel szemben. Noha Tisza elismerte a vereséget és ennek megfelelően kabinetjével együtt azonnal lemondott, Ferenc József a Monarchia széthullásától tartva Tiszáékat ügyvezető kormányként még további négy és fél hónapig, június 18-ig hivatalban tartotta. Mivel a kabinet ekkor már nem rendelkezett parlamenti többséggel a háta mögött, teljes passzivitásra volt ítélve.
Az uralkodói döntés komoly belpolitikai válságot okozott Magyarországon, ami egyben a Szabadelvű Párt szétesését és megszűnését is eredményezte.

## A kormány tagjai
| Név                                           | hivatal kezdete                   | hivatal vége                      | párt/szervezet                    | megjegyzés                        |
| Miniszterelnök és belügyminiszter             | Miniszterelnök és belügyminiszter | Miniszterelnök és belügyminiszter | Miniszterelnök és belügyminiszter | Miniszterelnök és belügyminiszter |
| --------------------------------------------- | --------------------------------- | --------------------------------- | --------------------------------- | --------------------------------- |
| Tisza István                                  | 1903. november 3.                 | 1905. június 18.                  | Szabadelvű Párt                   |                                   |
| Pénzügyminiszter                              |                                   |                                   |                                   |                                   |
| Lukács László                                 | 1903. november 3.                 | 1905. június 18.                  | Szabadelvű Párt                   |                                   |
| Igazságügy-miniszter                          |                                   |                                   |                                   |                                   |
| Plósz Sándor                                  | 1903. november 3.                 | 1905. június 18.                  | Szabadelvű Párt                   |                                   |
| Honvédelmi miniszter                          |                                   |                                   |                                   |                                   |
| Nyíri Sándor                                  | 1903. november 3.                 | 1905. június 18.                  | Szabadelvű Párt                   |                                   |
| A király személye körüli miniszter            |                                   |                                   |                                   |                                   |
| Tisza István                                  | 1903. november 3.                 | 1904. március 3.                  | Szabadelvű Párt                   |                                   |
| Khuen-Héderváry Károly                        | 1904. március 3.                  | 1905. június 18.                  | Szabadelvű Párt                   |                                   |
| Vallás- és közoktatásügyi miniszter           |                                   |                                   |                                   |                                   |
| Berzeviczy Albert                             | 1903. november 3.                 | 1905. június 18.                  | Szabadelvű Párt                   |                                   |
| Földmívelésügyi miniszter                     |                                   |                                   |                                   |                                   |
| Tallián Béla                                  | 1903. november 3.                 | 1905. június 18.                  | Szabadelvű Párt                   |                                   |
| Kereskedelemügyi miniszter                    |                                   |                                   |                                   |                                   |
| Hieronymi Károly                              | 1903. november 3.                 | 1905. június 18.                  | Szabadelvű Párt                   |                                   |
| Horvát-szlavón-dalmát tárca nélküli miniszter |                                   |                                   |                                   |                                   |
| Cseh Ervin                                    | 1903. november 3.                 | 1905. június 18.                  | ?                                 |                                   |